# 庶出的标志
《庶出的标志》（Bend Sinister）是弗拉基米尔·纳博科夫的一部反乌托邦小说，写于1945-1946年，由亨利·霍尔特公司于1947年出版。这是纳博科夫的第十一部小说，也是他的第二部用英语写的小说。